# دنیل گیلیز
دنیل گیلیز (متولد ۱۴ مارس ۱۹۷۶) بازیگر کانادایی-نیوزیلندی است. او برای نقشِ «الایژا مایکلسون» در مجموعهٔ تلویزیونیِ اصیل‌ها و خاطرات خون‌آشام و نقش «دکتر جوئل گرون» در نجات امید معروف است.

## زندگی شخصی
گیلیز در ۸آگوست ۲۰۰۴ پس از کمتر از یک سال آشنایی، با ریچل لی کوک آمریکایی ازدواج کرد. آن‌ها یک دختر به نام شارلوت ایستون گیلیز (متولد ۲۸ سپتامبر ۲۰۱۳) و یک پسر به نام تئودور ویگو سالیوان گیلیز (متولد آوریل ۲۰۱۵) دارند.

## فیلم‌شناسی

### فیلم‌ها
| سال  | عنوان                           | انگلیسی                       | نقش            |
| ---- | ------------------------------- | ----------------------------- | -------------- |
| ۱۹۹۸ | عزیز دل یک سرباز                | Soldier's Sweetheart          | مدیک           |
| ۲۰۰۱ | هیچ‌کس نمی‌تواند صدای تو را بشنود | No One Can Hear You           | دِرِک مِتکالِف     |
| ۲۰۰۲ | موقعیت‌های مختلف                 | Various Positions             | مارسل          |
| ۲۰۰۲ | ملکهٔ برفی                       | Snow Queen                    | دلفانت چالفونت |
| ۲۰۰۴ | مرد عنکبوتی ۲                   | Spider-Man 2                  | جان جیمزسون    |
| ۲۰۰۴ | متجاوز                          | Trespassing                   | مارک           |
| ۲۰۰۴ | عروس و تعصب                     | Bride and Prejudice           | جانی ویکهام    |
| ۲۰۰۶ | حس بینایی                       | The Sensation of Sight        | دیلن           |
| ۲۰۰۷ | اسارت                           | Captivity                     | گری دکستر      |
| ۲۰۰۷ | ماده‌های مرگ و زندگی             | Matters of Life and Death     | جیمی           |
| ۲۰۰۸ | بازگشت از ستارگان               | Uncross the Stars             | تروی           |
| ۲۰۱۲ | پادشاهی شکسته                   | Broken Kingdom                | جیسون '۸۰'     |
| ۲۰۱۷ | همسر گم شدهٔ روبرت دارست         | The lost wife of robert durst | روبرت دارست    |

### سریال
| سال       | عنوان          | انگلیسی             | نقش                          | اپیزود                          |
| --------- | -------------- | ------------------- | ---------------------------- | ------------------------------- |
| ۱۹۹۹      | هرکول جوان     | Young Hercules      | آنتوس                        | اپیزود: "My Fair Lilith"        |
| ۲۰۰۰      | کلئوپاترا ۲۵۲۵ | Cleopatra 2525      | یاروی جذاب                   | اپیزود: "Mind Games"            |
| ۲۰۰۲–۲۰۰۰ | خیابان لیگال   | Street Legal        | تیم اوکانور                  | نقش دوره‌ای                      |
| ۲۰۰۲      | مربیان         | Mentors             | شاه آرتور                    | اپیزود: "Once and Future King"  |
| ۲۰۰۲      | ارمیا          | Jeremiah            | سایمون                       | اپیزود: "The Long Road: Part 1" |
| ۲۰۰۵      | به سوی غرب     | Into the West       | ایتن بیگز                    | مینی سریال                      |
| ۲۰۰۷      | اساتید وحشت    | Masters of Horror   | جک میلر                      | اپیزود: "Dream Cruise"          |
| ۲۰۱۰      | گلیدها         | The Glades          | داو رولینز                   | اپیزود: "Doppelganger"          |
| ۲۰۱۰      | خون حقیقی      | True Blood          | جان                          | اپیزود: "I Smell a Rat"         |
| ۲۰۱۰      | ان‌سی‌آی‌اس       | NCIS                | رویال مارین میجور پیتر مالوی | اپیزود: "Royals & Loyals"       |
| ۲۰۱۰–۲۰۱۴ | خاطرات خون‌آشام | The Vampire Diaries | الایژا مایکلسون              | نقش دوره‌ای                      |
| ۲۰۱۵–۲۰۱۲ | نجات امید      | Saving Hope         | دکتر جوئل گرون               | نقش اصلی                        |
| ۲۰۱۸–۲۰۱۳ | اصیل‌ها         | The Originals       | الایژا مایکلسون              | نقش اصلی                        |
| ۲۰۱۷      | سیل تیم        | Seal team           | نیت مَسی                      | بازیگر مهمان                    |

- در سال ۲۰۱۲ نیز نویسندگی و کارگردانیِ فیلم امپراطوری شکسته را به‌عهده داشت.
- در سال ۲۰۱۷ قسمت دهم فصل ۴ و در سال ۲۰۱۸ قسمت دهم فصل ۵ سریال اصیل‌ها را کارگردانی کرده‌است.